# Prove di volo

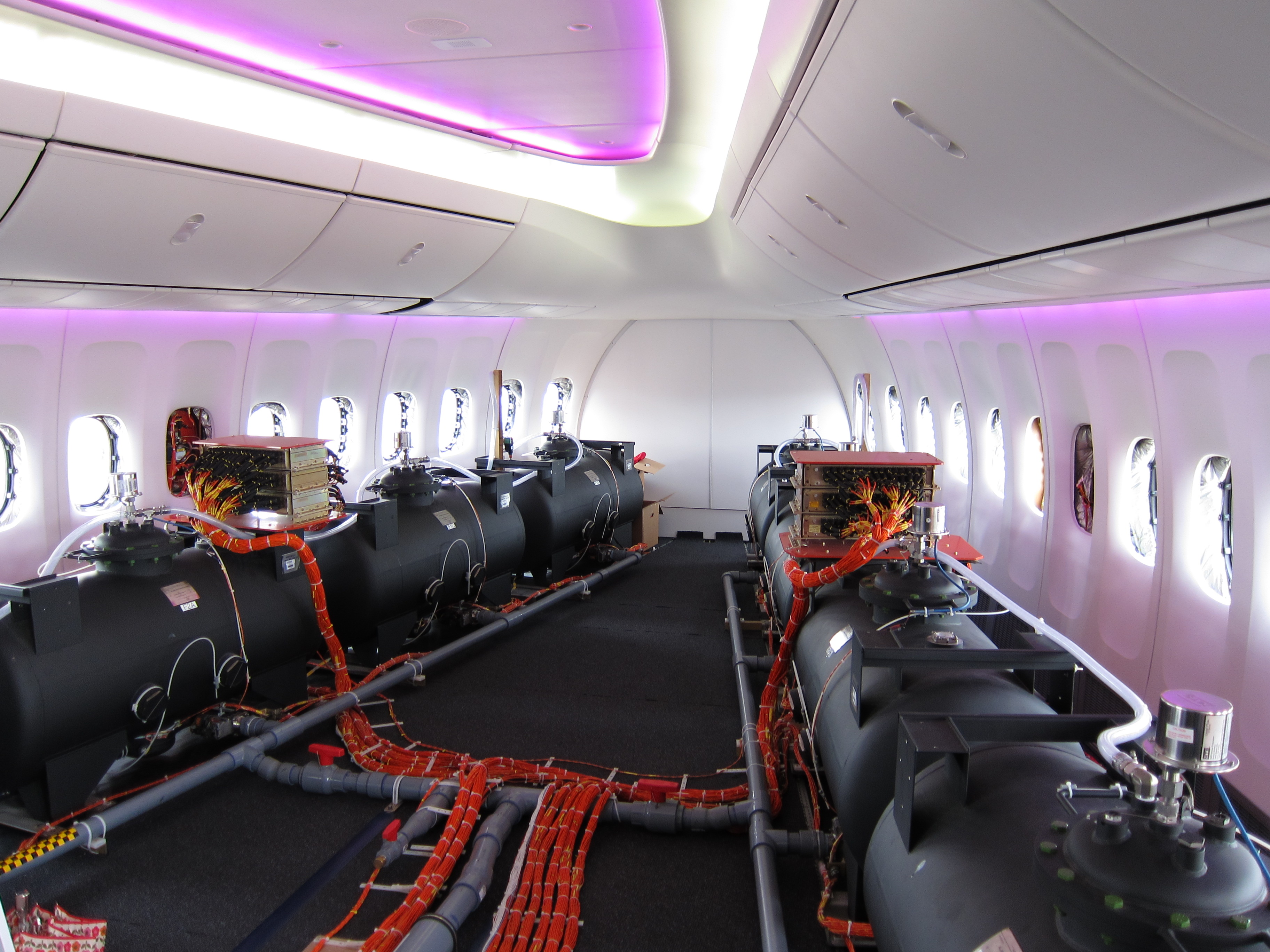
Contenitori di acqua per il test delle diverse posizioni del centro di gravità a bordo di un Boeing 747

Genericamente le prove di volo (in lingua inglese, flight test) sono attività di volo che raggruppano tutte le operazioni dedicate alla preparazione, effettuazione e rilevamento dati delle attività di volo. Sono comprese le fasi di progettazione e produzione finalizzate all'approntamento del velivolo e vengono svolte sia con attività di prove a terra che in volo. Tutte le attività devono essere formalmente autorizzate dagli enti governativi (ENAC, EASA, FAA) preposti anche con eventuali limitazioni e con attrezzature, equipaggiamenti, equipaggi e strumentazioni FTI (Flight Test Instrumentation) qualificate per l'utilizzo su aeromobili, seguendo le indicazioni metodologiche AGARD (Advisory Group for Aerospace Research and Development) concordate per il campo militare.

## Definizione
Secondo la Society of Flight Test Engineers (SFTE), l'organizzazione degli specialisti sperimentatori in volo nel mondo: «Le prove di volo sono un processo attraverso il quale si ottengono dati ed informazioni da un velivolo o da un sistema progettato per operare nell'atmosfera.»

## Storia
Fu Otto Lilienthal, soprannominato in inglese Glider King (Re degli alianti) e pioniere dell'aviazione tedesca, che consentì alla prima generazione di pionieri di sperimentare ed imparare dai fallimenti per iniziare il primo volo del 1903, con la raccolta in metodo sistematico delle impressioni e dei pochi dati di volo allora disponibili.

## Campo di applicazione
Le attività di volo più comuni rientrano nelle seguenti categorie:
- attività di sperimentazione, che includono sia le attività di volo in senso stretto che le attività di preparazione e di realizzazione del velivolo sono caratterizzate da principali peculiarità, come su progetti ancora in evoluzione oppure parte di progetti ancora non industrializzati. Tali attività si applicano sia a velivoli dedicati alla sperimentazione che ai prototipi;
- collaudo di produzione ed accettazione nella quale rientrano i velivoli di nuova realizzazione o che abbiano subito modifiche, riparazioni, revisioni di aggiornamento o mantenimento dell'efficienza a seguito di un fermo a terra per un lungo periodo;
- consegna al cliente e/o trasferimento per prove specifiche o tra basi operative.

Principalmente le attività di volo hanno come finalità: la validazione di un progetto oppure di una modifica del progetto stesso, lo sviluppo di un nuovo programma di ricerca o innovazione di un progetto consolidato, l'ottimizzazione di un progetto esistente, l'accettazione di velivoli di produzione o sottoposti a manutenzione quando previsto ed il controllo generale dei sistemi di velivoli sia modificati che sottoposti a revisioni e la loro relativa certificazione di aeronavigabilità.

## Prove a terra
Prima dell'inizio di una qualsiasi tipologia di attività di volo di un prototipo, di un velivolo di nuova produzione o modificato, dovranno essere completate, con esito positivo, tutte le attività di verifica funzionale a terra dei sistemi e sottosistemi che hanno un impatto sulla sicurezza del volo. La strumentazione di prova in volo FTI è fondamentale per l'acquisizione dei dati di volo e richiede pertanto una taratura ed una precisa verifica del corretto funzionamento con l'integrazione all'intero sistema velivolo9-1.

### Prova motore e rullaggio
Malgrado le caratteristiche di ogni singolo motore abbia già subito le corrette verifiche di progetto, durante le prove a terra deve essere valutato e controllato il suo funzionamento con il resto dei sistemi del velivolo. Anche il primo rullaggio, rientra tra le prove a terra ad ulteriore verifica del corretto funzionamento e verifica del progetto.

### Peso e baricentro
Come conferma dei requisiti del progetto si rende indispensabile la corretta valutazione della posizione del baricentro, del peso e delle masse inerziali  per la valutazione della stabilità ed il controllo del velivolo. La pesatura del velivolo, con serbatoi di carburante pieni oppure in altre condizioni, determina la posizione del baricentro e la sua valutazione in funzione del suo spostamento, a causa dei travasi oppure trasferimenti e consumi di carburante9-10.

### Verifica e controllo sistemi
Tra le prove da eseguirsi a terra come requisito di sicurezza al volo rientrano generalmente tutti i sistemi velivolo, da quello elettrico, idraulico,  carburante ed avionica generale. È di particolare rilevanza la calibrazione della strumentazione e dei sensori Flight Test Instrumentation che saranno utilizzati nella campagna di prove in volo6-9.

## Prove in volo
In funzione di come si evolve la tecnologia aeronautica anche le Prove di volo, devono adeguarsi sviluppando e mettendo in atto tecniche di prove più appropriate, proprio per rispondere e verificare i requisiti dei nuovi progetti o modifiche per velivoli già in produzione.  Genericamente esse possono essere collocate in due categorie principali: prove in volo per la verifica della stabilità ed il controllo e prove di volo per la verifica delle prestazioni dell'aerodina.

### Strumentazione
Particolarmente critica è l'avionica di bordo installata specificamente per le prove di volo, comunemente chiamata con il nome inglese Flight Test Instrumentation (FTI). Essa, oltre a dover garantire gli opportuni standard di sicurezza, necessita di essere estremamente precisa, al fine di consentire una corretta raccolta di dati per la certificazione del velivolo. La progettazione e realizzazione di questa strumentazione sono processi molto complessi, dovendo garantire elevate performance, ma al contempo riducendo l'impatto generale sul velivolo, in particolare il peso.